# Sotjärpe
Sotjärpe (Dendragapus fuliginosus) är en nordamerikansk fågel i familjen fasanfåglar inom ordningen hönsfåglar.

## Utseende och läte
Sotjärpen är en rätt stor hönsfågel med en kroppslängd på 47–57 cm hos hanen och 44–48 cm hos honan. Den är mycket lik nära släktingen gråjärpen och de båda behandlades tidigare som samma art. Båda två är rätt enhetligt gråaktiga eller gråbruna. Honan är ljusfläckad utan antydning till bandning som hos den mindre granjärpen medan hanen är mörkgrå. Den svartaktiga stjärten har till skillnad från hos gråjärpen ett tydligt ljust ändband.
Under spelet visar hanen upp en gul strupsäck (lilafärgad hos gråjärpen) och uppsvällda gula hudflikar ovan ögat. Från hanen hörs en hoande serie, både mörkare och mer dämpad än gråjärpens och dessutom kortare (fem i stället för sex stavelser).

## Utbredning och systematik
Sotjärpe delas in i fyra underarter med följande utbredning:
- Dendragapus fuliginosus fuliginosus – förekommer från gränsen mellan Yukon och Alaska till nordvästra Kalifornien och på Vancouver Island
- Dendragapus fuliginosus sitkensis – förekommer från sydöstra Alaska till Haida Gwaii
- Dendragapus fuliginosus sierrae – förekommer i Kaskadbergen från Washington till Kalifornien och Nevada
- Dendragapus fuliginosus howardi – förekommer i södra Kalifornien, i södra Nevada och Tehachapi Mountains

Tidigare behandlades den som underart till gråjärpe och tillsammans kallades då taxonet blåjärpe.

### Släktskap
Sotjärpe placerades tidigare tillsammans med andra järpar, orrar, präriehöns, ripor och tjädrar i den egna familjen skogshöns (Tetraonidae). Genetiska studier visar dock att de utgör en del av familjen Phasianidae. Där utgör de en klad närmast släkt med kalkoner (Meleagris) och dessa två tillsammans med koklassfasan (Pucrasia macrolopha). Sotjärpe och systerarten gråjärpe står närmast präriehönsen i Tympanuchus.

## Levnadssätt
Sotjärpen hittas i skogsmiljöer, vanligen med inslag av barrträd och snårig undervegetation. Den ses vanligen på marken, lättast under sommaren när hönor och kycklingar frekventerar vägkanter och stigar. Födan består av växtmaterial, framför allt barr.

## Status och hot
Arten har ett stort utbredningsområde och en stor population, men tros minska i antal, dock inte tillräckligt kraftigt för att den ska betraktas som hotad. Internationella naturvårdsunionen IUCN kategoriserar därför arten som livskraftig (LC). Världspopulationen har inte uppskattats, men den beskrivs som fortfarande vanlig i större delen av sitt utbredningsområde.

## Bilder

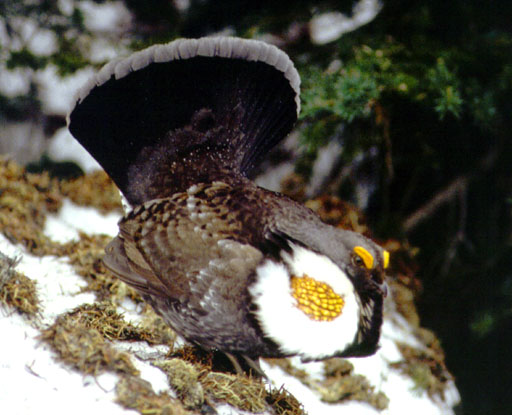
Spelande hane.
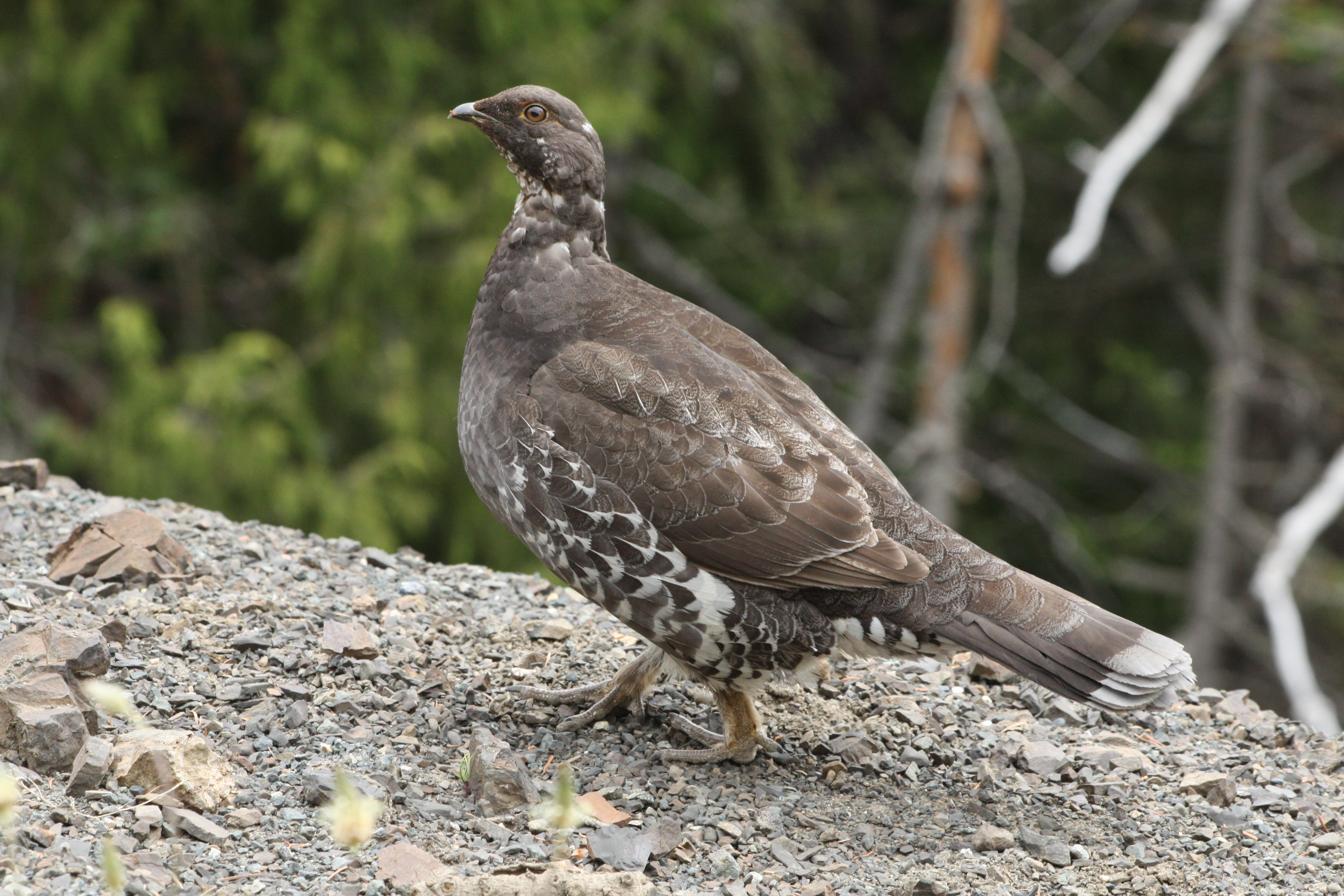
Ej häckande hane.